# Чемпіонат Чернігівської області з футболу
Чемпіонат Чернігівської області з футболу — обласні футбольні змагання серед аматорських команд. Проводиться під егідою Чернігівської обласної асоціації футболу.

## Усі переможці
| Сезон | Чемпіон                       | 2 місце                         | 3 місце                         |
| 1947  | «Вимпел» (м. Чернігів)        |                                 |                                 |
| 1948  | «Вимпел» (м. Чернігів)        |                                 |                                 |
| 1949  | МБО (м. Прилуки)              |                                 |                                 |
| 1950  | МБО (м. Прилуки)              |                                 |                                 |
| 1951  | «Машзавод» (м. Прилуки)       |                                 |                                 |
| 1952  | Команда м. Чернігова          |                                 |                                 |
| 1953  | «Машзавод» (м. Прилуки)       |                                 |                                 |
| 1954  | Команда м. Чернігова          |                                 |                                 |
| 1955  | Команда м. Чернігова          |                                 |                                 |
| 1956  | АТК (м. Чернігів)             |                                 |                                 |
| 1957  | «Авангард» (м. Прилуки)       | АТК (м. Чернігів)               | «Колхозник» (м. Бахмач)         |
| 1958  | АТК (м. Чернігів)             | Команда м. Ніжина               |                                 |
| 1959  | ППО (смт Ладан)               |                                 |                                 |
| 1960  | ППО (смт Ладан)               |                                 |                                 |
| 1961  | «Машзавод» (м. Прилуки)       | «Хімік» (м. Чернігів)           | «Зірка» (м. Чернігів)           |
| 1962  | «Торпедо» (м. Прилуки)        | «Хімік» (м. Чернігів)           | «Зірка» (Чернігів)              |
| 1963  | «Зірка» (м. Чернігів)         | «Будівник» (м. Чернігів)        | «Десна» (Остер)                 |
| 1964  | «Авангард» (смт Ладан)        | «Десна» (м. Остер)              | «Будівник» (м. Чернігів)        |
| 1965  | «Торпедо» (м. Ніжин)          | «Авангард» (смт Ладан)          | «Будівник» (м. Чернігів)        |
| 1966  | «Авангард» (смт Ладан)        | «Торпедо» (м. Ніжин)            | «Будівник» (м. Чернігів)        |
| 1967  | «Хімік» (м. Чернігів)         | «Будівник» (м. Чернігів)        | «Авангард» (смт Ладан)          |
| 1968  | "Авангард" (смт Ладан)        | "Торпедо" (Ніжин)               | "Будівник" (м. Чернігів)        |
| 1969  | «Хімік» (м. Чернігів)         | «Авангард» (смт Ладан)          | КСК (м. Чернігів)               |
| 1970  | «Хімік» (м. Чернігів)         | «Авангард» (смт Ладан)          | «Автомобіліст» (м. Чернігів)    |
| 1971  | «Хімік» (м. Чернігів)         | «Десна» (м. Остер)              | «Автомобіліст» (м. Чернігів)    |
| 1972  | «Хімік» (м. Чернігів)         | «Автомобіліст» (м. Чернігів)    | «Авангард» (смт Ладан)          |
| 1973  | «Хімік» (м. Чернігів)         | «Авангард» (смт Ладан)          | «Сільмаш» (м. Ніжин)            |
| 1974  | «Хімік» (м. Чернігів)         | «Сільмаш» (м. Ніжин)            | «Авангард» (смт Ладан)          |
| 1975  | «Хімік» (м. Чернігів)         | «Торпедо» (м. Ніжин)            | «Сільмаш» (м. Ніжин)            |
| 1976  | «Хімік» (м. Чернігів)         | «Промінь» (м. Чернігів)         | «Сільмаш» (м. Ніжин)            |
| 1977  | «Промінь» (м. Чернігів)       | «Авангард» (смт Ладан)          | «Прогрес» (м. Ніжин)            |
| 1978  | «Промінь» (м. Чернігів)       | «Прогрес» (м. Ніжин)            | «Торпедо» (м. Ніжин)            |
| 1979  | «Промінь» (м. Чернігів)       | «Прогрес» (м. Ніжин)            | «Хіммаш» (м. Бахмач)            |
| 1980  | «Промінь» (м. Чернігів)       | «Прогрес» (м. Ніжин)            | «Торпедо» (м. Ніжин)            |
| 1981  | «Прогрес» (м. Ніжин)          | «Водоканал» (м. Чернігів)       | «Торпедо» (м. Ніжин)            |
| 1982  | «Промінь» (м. Чернігів)       | «Торпедо» (м. Ніжин)            | «Авангард» (смт Ладан)          |
| 1983  | «Текстильник» (м. Чернігів)   | «Прогрес» (м. Ніжин)            | «Промінь» (м. Чернігів)         |
| 1984  | «Хімік» (м. Чернігів)         | «Торпедо» (м. Ніжин)            | «Прогрес» (м. Ніжин)            |
| 1985  | «Хімік» (м. Чернігів)         | «Текстильник» (м. Чернігів)     | «Комунальник» (м. Чернігів)     |
| 1986  | «Хімік» (м. Чернігів)         | «Комунальник» (м. Чернігів)     | «Торпедо» (м. Ніжин)            |
| 1987  | «Хімік» (м. Чернігів)         | «Комунальник» (м. Чернігів)     | «Гідротехнік» (м. Чернігів)     |
| 1988  | «Гідротехнік» (м. Чернігів)   | «Хімік» (м. Чернігів)           | «Текстильник» (м. Чернігів)     |
| 1989  | «Гідротехнік» (м. Чернігів)   | «Хімік» (м. Чернігів)           | «Промінь» (м. Чернігів)         |
| 1990  | «Комунальник» (м. Чернігів)   | «Буревісник» (м. Чернігів)      | «Торпедо» (м. Ніжин)            |
| 1991  | «Хімік» (м. Чернігів)         | «Буревісник» (м. Чернігів)      | «Комунальник» (м. Чернігів)     |
| 1992  | «Текстильник» (м. Чернігів)   | «Нафтовик» (смт Варва)          | «Агросервіс» (м. Бахмач)        |
| 1993  | «Хімік» (м. Чернігів)         | «Текстильник» (м. Чернігів)     | «Агросервіс» (м. Бахмач)        |
| 1994  | «Факел» (смт Варва)           | «Домобудівник» (м. Чернігів)    | «Комунальник» (м. Чернігів)     |
| 1995  | «Факел» (смт Варва)           | «Чексил» (м. Чернігів)          | «Домобудівник» (м. Чернігів)    |
| 1996  | «Факел-2» (смт Варва)         | «Аверс» (м. Бахмач)             | «Чексил» (м. Чернігів)          |
| 1997  | «Чексил» (м. Чернігів)        | ГПЗ (смт Варва)                 | «Домобудівник» (м. Чернігів)    |
| 1998  | ФК «Ніжин» (м. Ніжин)         | ГПЗ (смт Варва)                 | «Чексил» (м. Чернігів)          |
| 1999  | ГПЗ (смт Варва)               | ФК «Ніжин» (м. Ніжин)           | «Прогрес» (м. Бахмач)           |
| 2000  | ФК «Ніжин» (м. Ніжин)         | ГПЗ (смт Варва)                 | «Полісся» (смт Добрянка)        |
| 2001  | «Факел» (смт Варва)           | ФК «Ніжин» (м. Ніжин)           | «Європа» (м. Прилуки)           |
| 2002  | «Факел-ГПЗ» (смт Варва)       | ФК «Ніжин» (м. Ніжин)           | «Європа» (м. Прилуки)           |
| 2003  | «Полісся» (смт Добрянка)      | ФК «Ніжин» (м. Ніжин)           | «Єдність» (с. Плиски)           |
| 2004  | ФК «Ніжин» (м. Ніжин)         | «Європа» (м. Прилуки)           | «Єдність» (с. Плиски)           |
| 2005  | «Єдність» (с. Плиски)         | ФК «Ніжин» (м. Ніжин)           | «Авангард» (м. Корюківка)       |
| 2006  | ФК «Ніжин» (м. Ніжин)         | «Єдність» (с. Плиски)           | «Авангард» (м. Корюківка)       |
| 2007  | «Авангард» (м. Корюківка)     | «Полісся» (смт Добрянка)        | «Єдність-2» (с. Плиски)         |
| 2008  | «Єдність-2» (с. Плиски)       | «Полісся» (смт Добрянка)        | «Авангард» (м. Корюківка)       |
| 2009  | «Єдність-2» (с. Плиски)       | «Полісся» (смт Добрянка)        | «Агротрейд» (с. Припутні)       |
| 2010  | «Єдність-2» (с. Плиски)       | «Полісся-Юність» (смт Добрянка) | «Авангард» (м. Корюківка)       |
| 2011  | «Єдність-2» (с. Плиски)       | ЮСБ (м. Чернігів)               | «Полісся» (смт Добрянка)        |
| 2012  | «Авангард» (м. Корюківка)     | «Полісся» (смт Добрянка)        | ЛТК (м. Чернігів)               |
| 2013  | «Авангард» (м. Корюківка)     | «Єдність» (с. Плиски)           | ЮСБ (м. Чернігів)               |
| 2014  | «Єдність» (с. Плиски)         | «Ніка» (м. Чернігів)            | «Полісся-Юність» (смт Добрянка) |
| 2015  | «Єдність» (с. Плиски)         | «Авангард» (м. Корюківка)       | «Агродім» (м. Бахмач)           |
| 2016  | «Фрунзівець» (м. Ніжин)       | «Агродім» (м. Бахмач)           | «Зернопром» (с. Анисів)         |
| 2017  | «Агродім» (м. Бахмач)         | «Ніка» (м. Чернігів)            | ФК «Чернігів» (м. Чернігів)     |
| 2018  | «Фортуна» (с. Комарівка)      | «Агродім» (м. Бахмач)           | ФК «Чернігів» (м. Чернігів)     |
| 2019  | ФК «Чернігів» (м. Чернігів)   | «Ніка» (м. Чернігів)            | «Прогрес» (с. Остапівка)        |
| 2020  | «Агродім» (м. Бахмач)         | ФК «Ніжин» (м. Ніжин)           | «Борзна-Зміна» (м. Борзна)      |
| 2021  | ФК «Кудрівка-2» (с. Кудрівка) | «Прогрес» (с. Остапівка)        | «Голд Нафта» (м. Бахмач)        |
| 2022  | ФК «Кудрівка» (с. Кудрівка)   | ФК «Борзна» (м. Борзна)         | «Динамо» (м. Ічня)              |
| 2023  | «Кремінь» (смт Парафіївка)    | ФК «Борзна» (м. Борзна)         | «Хвиля» (с. Киїнка)             |
| 2024  | ФК «Борзна» (м. Борзна)       | ФК «Корюківка» (м. Корюківка)   | ФК «Ніжин» (м. Ніжин)           |